# Tony Levin (Schlagzeuger)

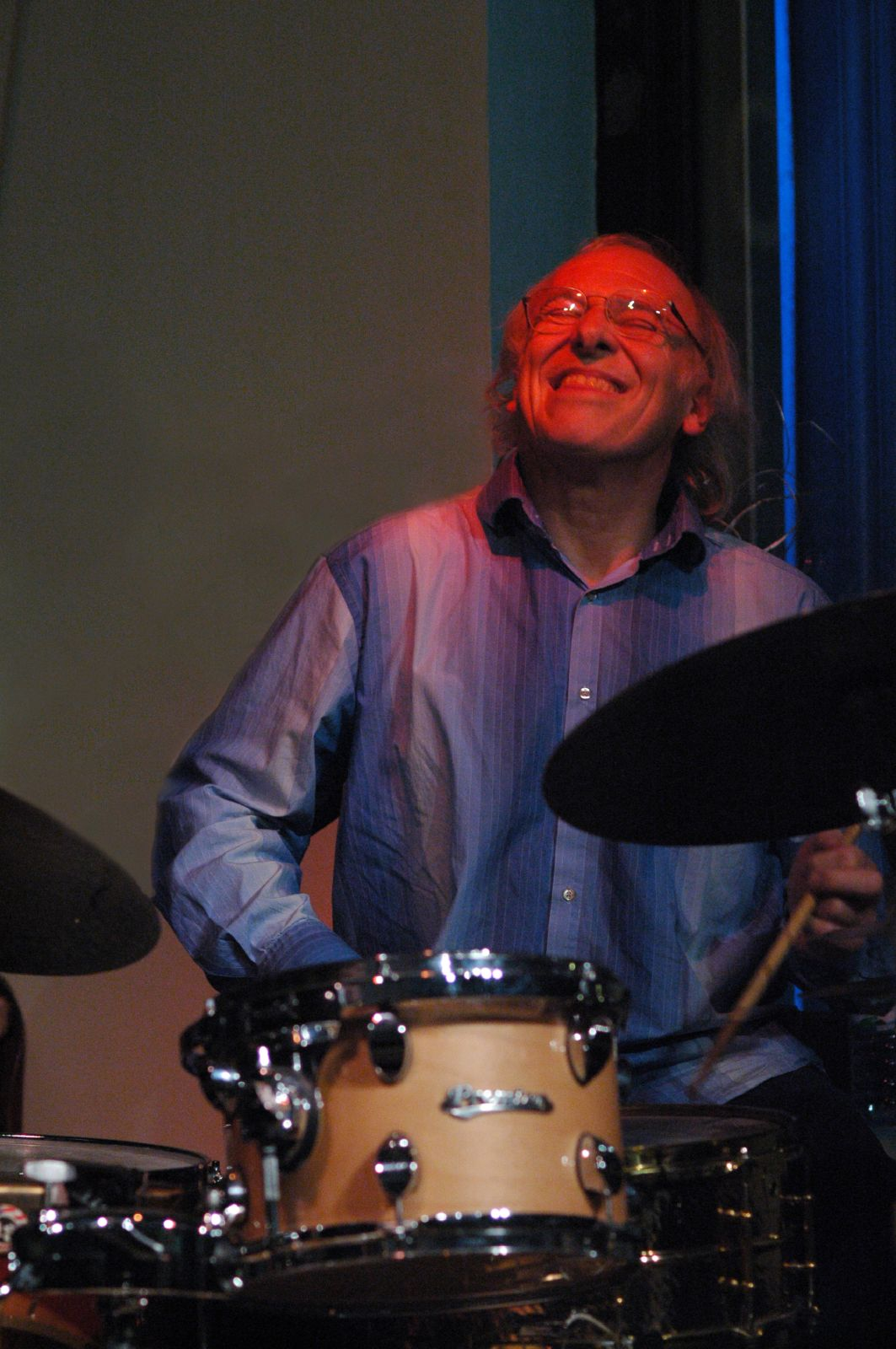
Tony Levin, 2007

Tony Levin (* 30. Januar 1940 in Much Wenlock, Shropshire; † 3. Februar 2011) war ein britischer Schlagzeuger des Modern Jazz.

## Leben und Wirken
Levin studierte Schlagzeug und Improvisation. Er spielte zunächst mit Joe Harriott; 1965 wurde er in London Mitglied des Quartetts von Tubby Hayes (LP „Mexican Green“, 1967). 1969 wechselte er zum Quintett von Alan Skidmore, dem er bis Mitte der 1970er Jahre angehörte; daneben spielte er auch mit der Rhythmusgruppe des Quintetts, dem Trio von John Taylor (LP Decipher, 1973), aber auch mit dem Sextett von Stan Sulzmann. Er arbeitete zudem für Humphrey Lyttelton und Gastsolisten wie Toots Thielemans, Lee Konitz, Joe Henderson, Zoot Sims, Steve Lacy oder Gary Burton. Anschließend spielte er mit Elton Dean, Gordon Becks Gyroscope, John Surman (Moers Festival 1975), oder der Gruppe Nucleus. Mehr als zwei Jahrzehnte war er Mitglied von Keith Tippetts Mujician (The Journey, 1990). Ab 1979 war er mit der Gruppe Third Eye und mit dem Trio von Rob van den Broeck unterwegs, später auch mit Ali Haurand und Gerd Dudek sowie dem European Jazz Ensemble. Er arbeitete weiterhin im Trio von Philip Catherine und im Trio von Sophia Domancich. Mit Paul Dunmall bildete er ab 1980 ein Duo (CD Spiritual Empathy, 1994). Weiterhin bildete er ein Trio mit Aki Takase und John Edwards. Zu hören ist er u. a. auch auf Gerd Dudeks Album ’Smatter (Psi, 2002).
„Als einfallsreicher Schlagzeuger voller Dynamik ist Levin ein gefragter Musiker im Bereich der improvisierten Musik und tritt regelmäßig mit Leuten wie Evan Parker, Barry Guy, Tony Oxley und den anderen Mitgliedern von Mujician auf“, urteilte Chris Parker im Jazz Rough Guide.
Levin betrieb auch einen Jazzclub in Birmingham. Sein Sohn Miles Levin ist ebenfalls Schlagzeuger.

## Lexikalische Nachweise
- Ian Carr, Digby Fairweather, Brian Priestley: Rough Guide Jazz. Der ultimative Führer zur Jazzmusik. 1700 Künstler und Bands von den Anfängen bis heute. Metzler, Stuttgart/Weimar 1999, ISBN 3-476-01584-X.
- Martin Kunzler: Jazz-Lexikon. Band 1: A–L (= rororo-Sachbuch. Bd. 16512). 2. Auflage. Rowohlt, Reinbek bei Hamburg 2004, ISBN 3-499-16512-0.